# Шамов, Александр Сергеевич
Алекса́ндр Сергее́вич Ша́мов (19 сентября (1 октября) 1858 — 14 (27) мая 1905, Цусимский пролив) — русский морской офицер, капитан 2-го ранга, участник Цусимского сражения.

## Биография
Из дворян Минской губернии.
Был женат на Зинаиде Ивановне Подъяпольской, сестре контр-адмирала И. И. Подъяпольского. Дети:
- Зоя (27.10.1891)
- Александр (26.02.1894)
- Сергей (01.05.1896)
- Мария (03.09.1897)

## Служба
- 4 октября 1875 — Поступил в морские юнкерские классы г. Николаева.
- Зачислен в 1-й Черноморский флотский экипаж.
- 20 октября 1875 — Назначен в практическое плавание на корвете «Память Меркурия».
- 6-9 июня 1877 — В крейсерстве на пароходе «Великий Князь Владимир» у Анатолийских берегов. В ходе крейсерской операции сожжено четыре турецких парусных коммерческих судна.
- 16 апреля 1878 — Гардемарин.
- 30 августа 1879 — Зачислен во 2-й Черноморский флотский экипаж. Произведен в мичманы (ВП № 1377).
- 1 февраля 1882 — Переведен в Сибирскую флотилию.
- 5 апреля 1892 — Прибыл во Владивосток.
- 5 апреля 1882 — Назначен на шхуну «Тунгуc».
- 1 января 1884 — Лейтенант.
- 22 февраля — 28 апреля 1884 — Канонерская лодка «Нерпа».
- 3 мая — 7 ноября 1884 — Командировка с нижними чинами для охраны Тюленьего острова.
- 12 ноября 1884 — 11 марта 1885 — Утвержден командиром 4-й роты.
- 22 февраля 1885 — Вахтенный начальник канонерской лодки «Морж».
- 30 марта 1886 — Клипер «Абрек».
- 8 февраля 1887 — Переведен на Балтийский флот.
- 21 февраля 1887 — В составе 4-го флотского экипажа.
- 3 мая 1889 — В обучаемом составе учебной артиллерийской команды.
- 1889—1894 — Учитель школы комендоров. Содержание капитан-лейтенант по цензу с 19.08.1892 г.(ВП № 650 от 5.10.1892 г.)
- 5 февраля 1895 — Оканчивает краткий курс минного дела.
- 21 мая 1895 — Командир миноносца «Либава».
- 16 октября 1895 — Переведен в Сибирский флотский экипаж.
- 10 марта 1896 — Вахтенный начальник транспорта «Якут».
- 2 июля 1896 — Утвержден в звании артиллерийского офицера 2-го разряда.
- 13 ноября 1896 — Преподаватель школы строевых квартирмейстеров.
- 19 марта 1897 — Артиллерийский офицер канонерской лодки «Сивуч».
- 4 мая — 21 мая 1897 — Старший офицер минного крейсера «Гайдамак».
- 21 мая 1897 — Командир минного крейсера «Гайдамак».
- 21 июля 1897 — Командир миноноски № 92.
- 3 декабря 1897 — Член временного военно-морского суда Владивостокского порта.
- 15 сентября 1898 — Член временного военно-морского суда Владивостокского порта.
- 3 марта 1898 — Назначен в состав экзаменационной комиссии по экзаменовке нижних чинов артиллерии.
- 2 апреля 1898 — Командир миноноски № 208. 5 апреля 1898 г. — капитан 2-го ранга(ВП № 177).
- 17 сентября 1898 — Командир миноносца № 209 на время испытаний.
- 7 ноября 1898 — Член экзаменационной комиссии по аттестации строевых квартирмейстеров.
- 6 декабря 1898 — Старший офицер канонерской лодки «Манчжур».
- 8-9 июня 1898 — Вр. и. д. командира канонерской лодки «Манджур».
- 6 декабря 1899 — Переведен на Балтийский флот, в 5-й флотский экипаж.
- 29 мая 1900 — Командир портового судна «Могучий» с переводом в Ревельский флотский полуэкипаж.
- 1903 — Командовал отрядом миноносцев («Блестящий», «Безупречный», «Быстрый»), своим ходом направляющихся на Дальний Восток. Из Джибути отряд Высочайшим повелением был возвращен на Балтику. 6 декабря 1904 года «за заграничное плавание» награжден орденом Св. Анны II степени.

### Гибель

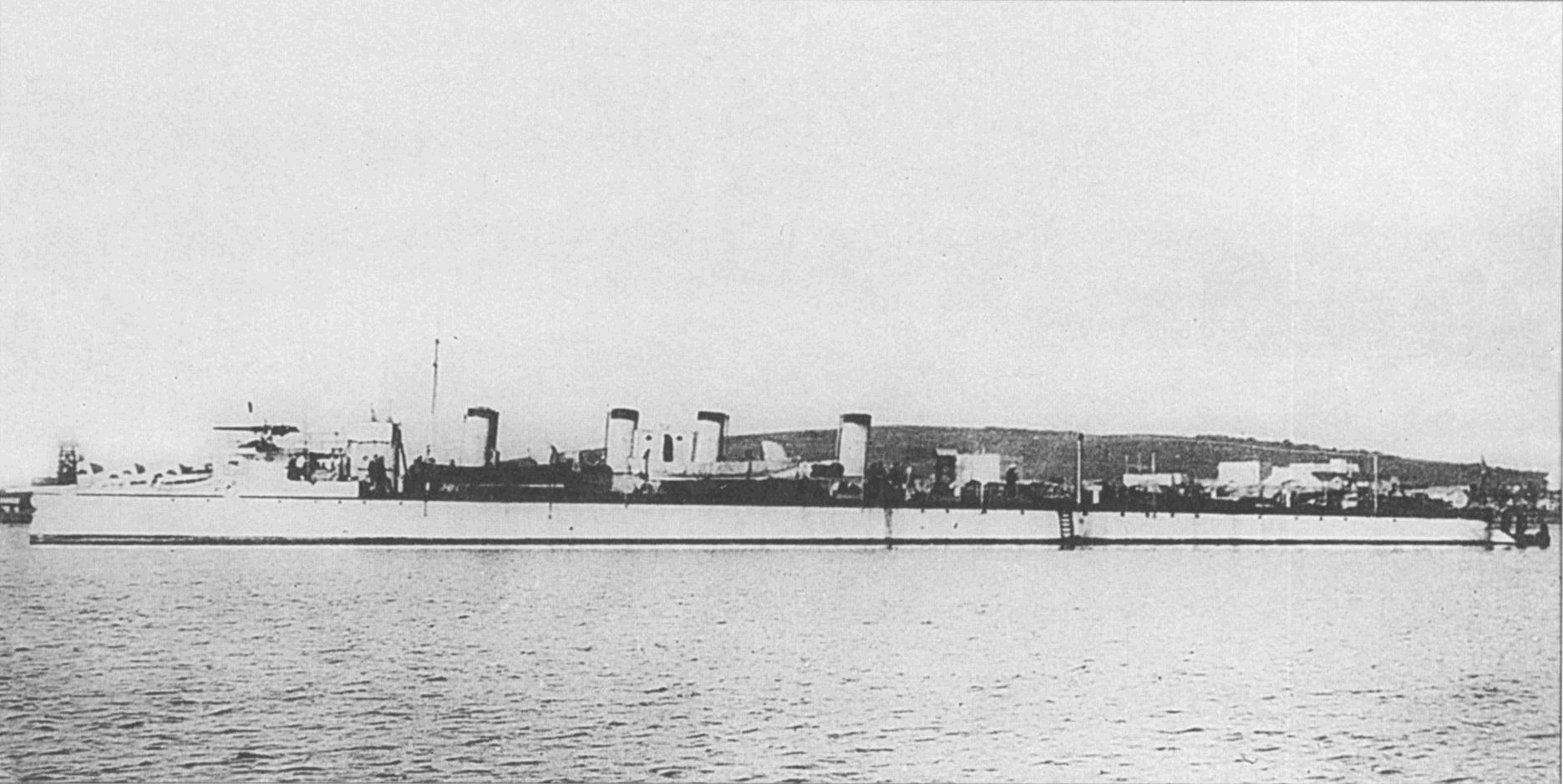
Миноносец «Блестящий»

Участвовал в Цусимском походе и сражении в должности командира эсминца «Блестящий». Приказом № 240 назначен начальником над всеми миноносцами эскадры. Во время сражения командовал 2-м отрядом миноносцев. Убит в начале боя, когда миноносец возвращался к эскадре после спасения команды погибшего броненосца «Ослябя». Командование принял мичман Г. В. Ломан 4-й.

Командовал «Блестящим» капитан 2-го ранга Шамов. Он стоял на мостике и, держась за поручни, бросал быстрые взгляды то неприятельские корабли, то на свои крейсеры. В чертах его смуглого скуластого лица с небрежно торчащими русыми усами не было ничего типично барского. Всем своим внешним обликом этот коренастый блондин был похож на смекалистого и серьёзного землероба, почему-то нарядившегося в офицерскую форму. Никакого намека на аристократический лоск в нем не было. Может быть, поэтому и не везло ему по службе, несмотря на то, что он дело своё знал, и служил честно, и с командой обходился хорошо.— [allbest.ru/library/texts/ist/nov2/29.shtml Новиков-Прибой «Цусима»]

На этот раз снаряд попал в правый борт и разорвался в угольной яме. Котел N 2 вышел из строя. Из пробитой трубы вспомогательного пара с ревом повалил горячий туман, заглушая неистовые вопли ошпаренного кочегара Концевича. Боцман Фомин, не задетый ни одним осколком, торопливо вскочил и огляделся. Первое, что бросилось ему в глаза, — это пробитая во многих местах палуба и опрокинутые на ней люди. Кочегар Ермолин еле ворочался, оторванная кисть его руки была заброшена на кожух. Помощник сигнальщика, матрос Сиренков, был разорван почти пополам вдоль туловища. Оба они только что стояли у 47-миллиметровой пушки. Недалеко от них неподвижно лежали командир Шамов, Банзай и Бобик, а на них, как будто играя, навалился раненный в ногу мичман Зубов. Мичман поднялся и побрел к фельдшеру на перевязку. Командир и две его собаки лежали на палубе мертвыми.— [allbest.ru/library/texts/ist/nov2/29.shtml Новиков-Прибой "Цусима"]

## Отличия
- Светло-бронзовая медаль в память о войне с Турцией 1877—1878 годов (17 апреля 1878)
- Орден Святого Станислава III степени (15 апреля 1885)
- Орден Святой Анны III степени (1 января 1893)